# Tomigusuku Seiryō
Tomigusuku Ueekata Seiryō (豊見城 親方 盛良) (1er juin 1586 – 26 septembre 1642) aussi connu sous son nom de style chinois Mō Taiun (毛 泰運), est un aristocrate et fonctionnaire du gouvernement du royaume de Ryūkyū.
Tomigusuku Seiryō était le sixième chef d'une famille aristocratique Mō-uji Tomigusuku Dunchi (毛氏豊見城殿内). Il était le fils aîné de Tomigusuku Seizoku.
Tomigusuku a été élu membre de Sanshikan en 1627,.